# Lejb-Gwardyjski Fiński Pułk

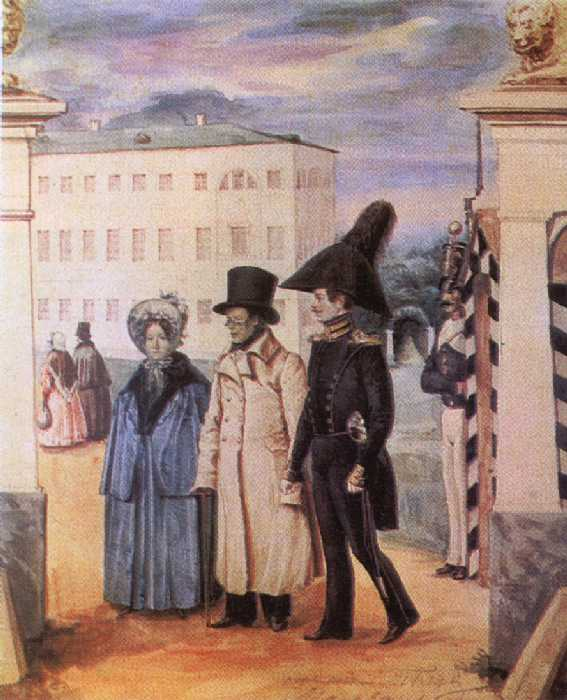
Żołnierz Lejb-Gwardyjskiego Finlandzkiego Pułku na straży (mal. Paweł Fedotow)

Finlandzki Pułk Lejbgwardii Jego Imperatorskiej Wysokości Księcia Następcy (ros. Лейб-гвардии Финляндский Его Императорского Высочества Великого Князя Наследника) – pułk piechoty Armii Imperium Rosyjskiego.
Pułk został sformowany w 1806 roku za panowania Aleksandra I Romanowa. Rozformowany w 1918 roku.
Dyslokacja w 1914 roku: Petersburg.

## Przyporządkowanie 1 stycznia 1914
- Gwardyjski Korpus Imperium Rosyjskiego (Гв корп.)
  - 2 Dywizja Piechoty (2-я гв. пех. див-я)
    - Lejb-Gwardyjski Finlandzki Pułk Jego Imperatorskiej Wysokości Księcia Następcy (Лейб-гвардии Финляндский Его Императорского Высочества Великого Князя Наследника), Petersburg.

## Linki zewnętrzne

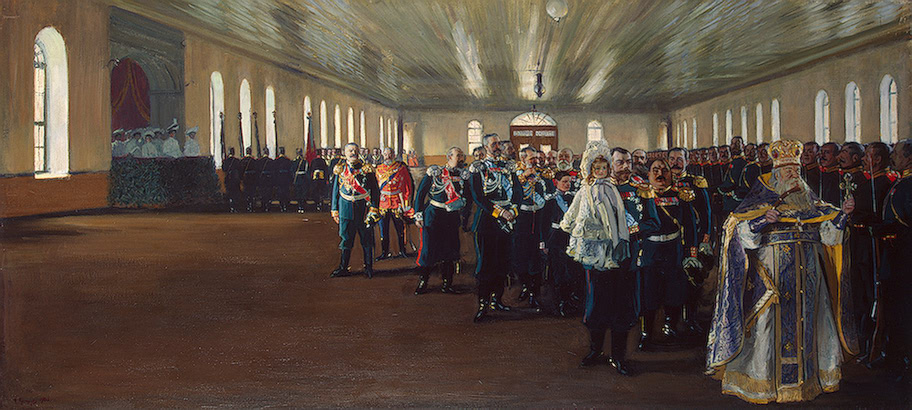
Procesja cerkiewna Gwardyjskiego Finlandzkiego Pułku